# Enbata (parti politique)
Pour les articles homonymes, voir Enbata.
Enbata est un parti politique nationaliste basque fondé à l'occasion de l'Aberri Eguna du 15 avril 1963 par un groupe de jeunes : Ximun Haran, Jean-Louis Davant, Michel Labéguerie, Jakes Abeberry et le prêtre Pierre Larzabal. Enbata  fut le premier mouvement abertzale du Pays basque nord. Enbata « proposait dans un premier temps, la création d'un département Pays basque doté d'un statut de la langue basque, puis d'une région autonome dans l'Europe en construction ». 
Aux élections cantonales du 8 mars 1964, deux candidats se présentent sous l'étiquette Enbata : Ximun Haran à Saint-Jean-de-Luz (battu) et Jean Etcheverry-Aïnchart à Saint-Étienne-de-Baïgorry (réélu).
Le parti a été dissous en 1974 selon la loi du 10 janvier 1936 sur les groupes de combat et milices privées.
Selon Jon Etcheverry-Ainchart et Peio Etcheverry-Ainchart, Enbata est « né à une époque où langue et culture basques sont méprisées des Basques eux-mêmes et où aucune revendication politique ne perce sous l'immuable chape gaulliste, alors qu'au Sud de la Bidassoa l'embryonnaire ETA n'a pas encore franchi le pas de la résistance armée face à la dictature franquiste, les jeunes loups d'Enbata formulent un projet pour le moins incongru : changer de patrie ».
Alors qu'Enbata avait pourtant rejeté la violence et s'était désuni de l'ETA, le parti est interdit le 30 janvier 1974 par le ministre de l'Intérieur Raymond Marcellin pour ses contacts présumés avec l'organisation armée ETA.
L'hebdomadaire publié sous le nom d'Enbata est donc interdit de paraître fin janvier 1974, mais le Conseil constitutionnel l'annule, car il dit que le fait de publier un discours séparatiste relève de la liberté d'opinion.